# Ludwig Imbert du Rosey
Ludwig Imbert du Rosey (* 1697; † 19. April 1757 in Hasselbusch, Kreis Pyritz) war ein preußischer Landrat.
Ludwig Imbert du Rosey war ein Sohn des Imbert Rollaz du Rosey (* 1657; † 1704), der, in der Schweiz geboren, in preußischen Kriegsdiensten bis zum Generalmajor aufstieg, und dessen Gemahlin Dorothee Charlotte von Meinders. Ludwig Imbert du Rosey trat zunächst in die preußische Armee ein, wo er bis zum Capitain (Hauptmann) befördert wurde. Im Jahre 1740 erwarb er das Gut Hasselbusch im Kreis Pyritz in Hinterpommern. 
Um 1745 wurde er Landrat des Kreises Pyritz, später war er zugleich Direktor des Kreises. Er übte diese Ämter bis etwa 1750 aus. 
Ludwig Imbert du Rosey heiratete im Jahre 1729 Jacobine Louise von Dewitz (* 1712). Aus der Ehe gingen zwei Söhne und zwei Töchter hervor. Seine Tochter Johanna Louise heiratete David Vincenz von Braunschweig, der um 1750 seinen Schwiegervater im Amt des Landrates des Kreises Pyritz ablöste.